# A kisasszony (teleregény)
A kisasszony (eredeti címén: Sinhá Moça) egy 1986-os brazil telenovella, amit a Globo készített. A főszerepben Lucélia Santos , Marcos Paulo , Rubens de Falco és Patricia Pillar voltak. Magyarországon az MTV1 vetítette 1994 és 1995 között, a TV3 1998-ban, majd az M3 2014-ben megismételte a sorozatot.

## Történet
A történet középpontjában Ferreira ezredes, Araruna bárójának (Rubens de Falco) lázadó lánya, Sinhá Moça áll, akit mindenki csak a "Kisasszony"-nak (Lucélia Santos) nevez. Ferreire ezredes kegyetlen rabszolgatartó. A kisasszony édesanyja a szolgálatkész és engedelmeskedő Cândida. A történ másik jelentős figurája a fiatal ügyvéd, Dr. Rodolfo Garcia Fontes , aki egy helyi birtokos fia és köztársaságpárti, rabszolgaságeltörlését hirdető, abolicionista aktivista.
A sorozat a 19. században játszódik, amikor Brazíliában egyre erősebb a követelés a rabszolgaság eltörlésére.  A rabszolgaságpárti monarchisták és a rabszolgaság eltörlését követelő köztársaságpártiak közötti feszültség határozza meg a Sao Paulo állambeli kisváros, Arauna életetét 1886-ban, két évvel a rabszolgaságeltörléséről szóló törvény kihirdetése előtt.
A kisasszony és Dr. Rodolfo egy vonaton ismerkednek meg, amikor a Kisasszony Sao Paulóban befejezi tanulmányait és hazatér Araunába. Dr. Rodolfóhoz hasonlóan ő is modern, abolicionista nézeteket vall, élteti a köztársaság eszményét emellett kritizálja édesapja hozzáállását.
A kisasszony és Rodolfo között szerelemi viszony szövődik, a Kisasszony nem tud arról, hogy Rodolfo az a fekete lovas, aki éjjelente álarcban rabszolgákat szabadít ki és az abolicionista mozgalomnak adja át őket, aki segítségével a rabszolgák másik városban tudnak új életet kezdeni.
A történet másik fontos szála Dimas - valódi nevén Rafael - (Raymundo de Souza) egy felszabadított rabszolga, Araruna bárójának és egy fekete rabszolganő közös gyereke, a Báró birtokán nőtt fel, így a Kisasszony gyerekkori barátja is volt, de a báró később eladta őt rabszolgaként. Dimas néven tér vissza Ararunában hogy bosszút álljon a bárón, Augusto lapjánál kezd el dolgozni, aki megszállott abolicionista és Dimas szerelmes lesz Julianába (Luciana Braga).
Rodolfo öccse, Ricardo (Daniel Dantas) beleszeret a város leggazdagabb kereskedőjének Manoel Teixeirának (José Augusto Branco) a lányába, Ana Luisa Teixeirába, akit mindenki csak "Fátylas Ana"-ként (Patricia Pillar) ismer.

## Szereplők
| Színész             | Karakter                                        | Magyar hang                |
| ------------------- | ----------------------------------------------- | -------------------------- |
| Lucélia Santos      | A Kisasszony (Maria das Graças Ferreira Fontes) | Detre Annamária            |
| Marcos Paulo        | Rodolfo Garcia Fontes                           | Mihályi Győző              |
| Rubens de Falco     | Araruna bárója (Ferreira ezredes)               | Koroknay Géza              |
| Elaine Cristina     | Cândida Ferreira báróné                         | Bencze Ilona/Szegedi Erika |
| Raymundo de Souza   | Dimas / Rafael                                  | Rubold Ödön                |
| Mauro Mendonça      | Dr. Fontes                                      | Végvári Tamás              |
| Neuza Amaral        | Inês Garcia Fontes                              | Menszátor Magdolna         |
| Daniel Dantas       | Ricardo Garcia Fontes                           | Kassai Károly              |
| Patrícia Pillar     | "Fátylas Ana" (Ana Luísa Teixeira)              | Ábrahám Edit               |
| Luiz Carlos Arutin  | Augusto                                         | Gruber Hugó                |
| Luciana Braga       | Juliana                                         | Kocsis Judit               |
| Sérgio Viotti       | José atya                                       | Makay Sándor               |
| Chica Xavier        | Bá (Virgínia)                                   | Martin Márta               |
| José Augusto Branco | Manoel Teixeira                                 | Cs. Németh Lajos           |
| Norma Blum          | Nina Teixeira                                   | Borbáth Ottília            |
| Valter Santos       | Feitor Bruno                                    | Orosz István               |
| Tony Tornado        | Justo Filho ("A Kapitány")                      | Szokolay Ottó              |
| Grande Otelo        | Justo                                           | Botár Endre                |
| Cosme dos Santos    | Sebastião (Bastião)                             | Kerekes József             |
| Solange Couto       | Adelaide de Coutinho                            | Nyertes Zsuzsa             |
| Tato Gabus Mendes   | José Coutinho                                   | Lesznek Tibor              |
| Antônio Pompeo      | Justino                                         |                            |
| Gésio Amadeu        | Fulgêncio                                       | Hankó Attila               |
| José Prata          | Bentinho                                        |                            |
| Jacyra Sampaio      | Rute                                            |                            |
| Cláudio Mamberti    | Delegate Antero                                 |                            |
| Tarcísio Filho      | Mário                                           |                            |
| Augusto Olímpio     | Bobó                                            |                            |
| Henri Pagnoncelli   | Eduardo                                         |                            |
| Fernando José       | Martinho                                        |                            |
| Ivan Mesquita       | Coutinho                                        |                            |
| Germano Filho       | Everaldo                                        |                            |
| Dênis Derkian       | Renato                                          |                            |
| Nizo Neto           | Nino                                            |                            |
| Renato Prieto       | Vila                                            |                            |
| Athayde Arcoverde   | Robusto                                         |                            |
| Newton Martins      | Viriato                                         |                            |
| Alciro Cunha        | Nogueira                                        |                            |
| Aguinaldo Rocha     | Dom Marcílio Pedrosa                            |                            |
| Antônio Francisco   | Honório                                         |                            |
| Joel Silva          | Tobias                                          |                            |
| Christovam Netto    | Tobias                                          |                            |

### Mellékszereplők
| Színész                 | Karakter                |
| ----------------------- | ----------------------- |
| Milton Gonçalves        | José atya               |
| Dhu Moraes              | Maria das Dores         |
| Lizandra Souto          | Sinhá Moça (gyerekként) |
| Selton Mello            | Rafael (gyerekként)     |
| Ruth de Souza           | Balbina                 |
| Cláudio Corrêa e Castro | Dr. João Amorim         |
| Ênio Santos             | Inácio                  |
| Cláudio McDowell        | Tibúrcio                |
| Aldo César              | Petrúcio                |
| Aldo Bueno              | Pedro                   |
| Canarinho               | Francisco               |
| Paulo Nunes             | Olivério                |
| Zeni Pereira            | Mãe Maria               |
| Fernando Almeida        | Dr. Geraldo             |
| Jorge Cherques          | Priest Cesário          |
| Romeu Evaristo          | Paulino                 |